# Bagnara Calabra
Bagnara Calabra é uma comuna italiana da região da Calábria, província de Reggio Calabria, com cerca de 11.229 habitantes. Estende-se por uma área de 24 km², tendo uma densidade populacional de 468 hab/km². Faz fronteira com Melicuccà, Sant'Eufemia d'Aspromonte, Scilla, Seminara.

## Demografia
| Variação demográfica do município entre 1861 e 2011                               |
|                                                                                   |
| Fonte: Istituto Nazionale di Statistica (ISTAT) - Elaboração gráfica da Wikipedia |